# Salzmehuus

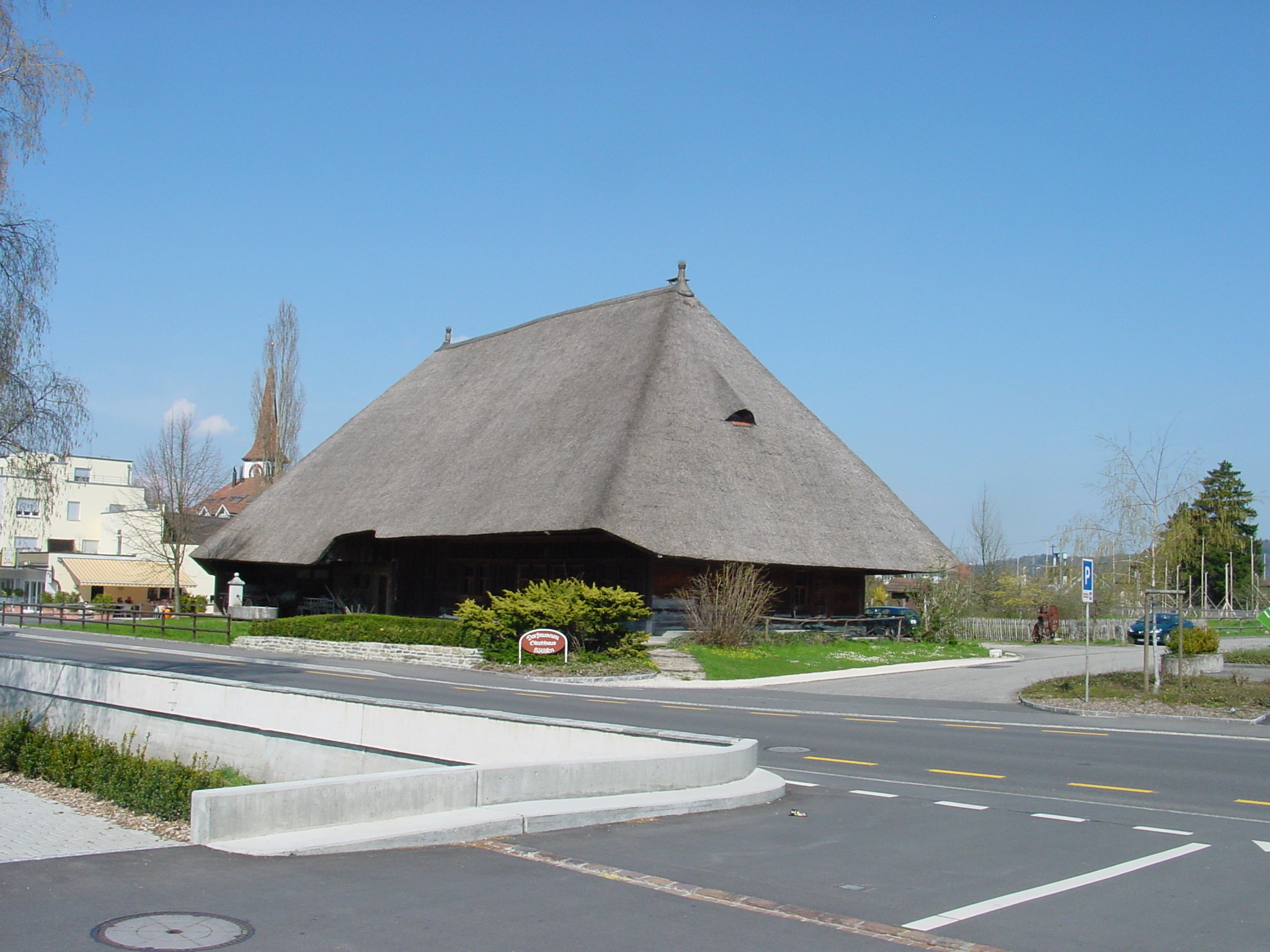
Salzmehuus

Das Salzmehuus («Salzmannhaus») ist ein Strohdachhaus in Kölliken im Kanton Aargau. Das im Jahr 1802 erbaute Gebäude steht an der Hauptstrasse im Dorfzentrum und ist eines der letzten Zeugen dieser traditionellen ländlichen Bauweise im Schweizer Mittelland. Als Kulturgut von nationaler Bedeutung steht es unter Denkmalschutz. Der Ständerbohlenbau besitzt ein weit heruntergezogenes Walmdach. Dieses war früher mit Stroh gedeckt, heute mit Schilf. Seit 1987 wird das Haus als Dorfmuseum genutzt.

## Geschichte
Bis zum frühen 20. Jahrhundert prägten Strohdachhäuser das Ortsbild vieler Dörfer in den Kornanbaugebieten des Mittellands. Heute sind nur noch fünf Gebäude dieser Art im Kanton Aargau erhalten geblieben, davon stehen drei in Kölliken. Hauptgrund des allmählichen Verschwindens der Strohdachhäuser war ihr Ersatz durch Bauten aus Stein und Ziegeln, die sich im 19. Jahrhundert zu verbreiten begannen. Das Salzmehuus entstand 1802, also relativ spät im Vergleich zu Häusern seiner Art. Weshalb die Wahl auf die althergebrachte Bauweise fiel, ist nicht bekannt. Geldmangel spielte jedenfalls keine Rolle, da die Besitzerfamilie Suter zur wohlhabenden bäuerlichen Oberschicht gehörte. Die Suters besassen die kantonale Lizenz zum Verkauf von Salz, weshalb ihr Übername «Salzme» (schweizerdeutsch für Salzmann) lautete. Von diesem Nebenerwerb abgeleitet ist der Name des Hauses.
Johann Suter, der Bauherr, wendete für den Errichtung des Hauses rund 5'000 Franken auf, was dem Wert von zwei Hektaren Wiesland in bester Lage entsprach. Er hatte in die lukrativere Viehzucht investiert und betrieb den traditionellen Getreideanbau nur noch zum Eigenbedarf. Mit sechs Hektaren Nutzfläche gehörte sein Hof zu den grösseren im Kanton, denn nur jeder sechste Aargauer Landwirt besass damals mehr als fünf Hektaren. Über sechs Generationen blieb das Haus in Familienbesitz. Der Bauernbetrieb bestand bis 1967, die letzten Bewohner zogen 1977 aus. Im Jahr 1981 erfolgte der Verkauf des Hauses an die Einwohnergemeinde Kölliken – mit der Auflage, darin ein Museum einzurichten. Nach umfangreichen Restaurierungen und vereinzelten baulichen Eingriffen konnte das Museum 1987 eröffnet werden.

## Architektur
Das etwa 30 Meter lange Salzmehuus ist ein Vielzweckbau in der Ständerbohlenbauweise. Sein zentrales Element sind vier Hochstüden (Firstsäulen) von zwölf Metern Höhe, die den Firstbalken tragen, auf dem wiederum die Hauptlast des weit heruntergezogenen Walmdachs ruht. Dieses fasst Wohnung, Tenn, Stall und Scheune in einem einzigen Gebäude zusammen. Das Tenn liegt in der Mitte zwischen Wohn- und Wirtschaftsteil, weshalb man auch von einem Mittertennhaus spricht. Der grosszügig dimensionierte Wohnteil besteht aus sechs Räumen im Erdgeschoss und sechs Kammern im Obergeschoss. Die Wände bestehen aus starken Bohlen, die im Erdgeschoss auf einem gemauerten Sockel verlegt sind. Gurtgesimse und kunstvoll geschnitzte Bügen zieren die gegen die Strasse ausgerichtete Schaufassade. Ein Raum im Erdgeschoss war vom Wohnteil abgetrennt, wodurch darin der Salzverkauf abgewickelt werden konnte. Unter dem Wohnbereich liegen quer zur Gebäudeachse zwei Keller. Der nördliche diente zum Weben, der südliche als Vorratsraum.
Wie bei einem Ständerbohlenbau üblich, wurden weder Nägel noch Schrauben verwendet. Alle Verbindungen sind genutet, gesteckt, verzapft oder verblattet. Bis zum 18. Jahrhundert kam es gelegentlich vor, dass Häuser dieses Bautyps auseinandergenommen und an einem anderen Ort in wenigen Tagen wieder aufgebaut wurden, zumal sie zur Fahrhabe gehörten, also zum mobilen Besitz einer Bauernfamilie. Das Walmdach besitzt eine Fläche von 900 Quadratmetern und war ursprünglich mit Stroh gedeckt. Bei der Renovation im Jahr 1982 entschied man sich jedoch dafür, stattdessen 40 Tonnen Schilf zu verwenden. Der Grund dafür war, dass geeignetes Stroh kaum noch zu finden war und erst noch von Hand hätte ausgedroschen werden müssen. Ebenfalls nicht mehr im Originalzustand ist der Stall, der 1941 bei seiner Erweiterung aufgemauert wurde.

## Museum
Entsprechend der Auflage im Kaufvertrag dient das Salzmehuus seit 1987 als Ausstellungsgebäude für das Dorfmuseum von Kölliken. Das im Jahr 2013 neu konzipierte Museum ist von April bis Oktober jeweils an Sonntagen geöffnet und präsentiert die typische Lebensweise von Bauern und Handwerkern in der Zeit um 1900. Die verschiedenen Ausstellungsteile zeigen den Wandel des ländlichen Alltags zwischen Tradition und Moderne sowie zwischen Landwirtschaft und Industrie. Im Rahmen eines umfangreichen museumspädagogischen Programms können verschiedene Geräte ausprobiert werden und Filme zeigen Menschen bei der Arbeit. In die Dauerausstellung integriert ist eine umfangreiche Sammlung an Objekten und Dokumenten zur Wirtschafts- und Kulturgeschichte. Wechselausstellungen im Obergeschoss befassen sich mit Kunst, Geschichte und Natur der Region. Einmal jährlich findet ein Strohhausmarkt statt.